# Mie (postura)

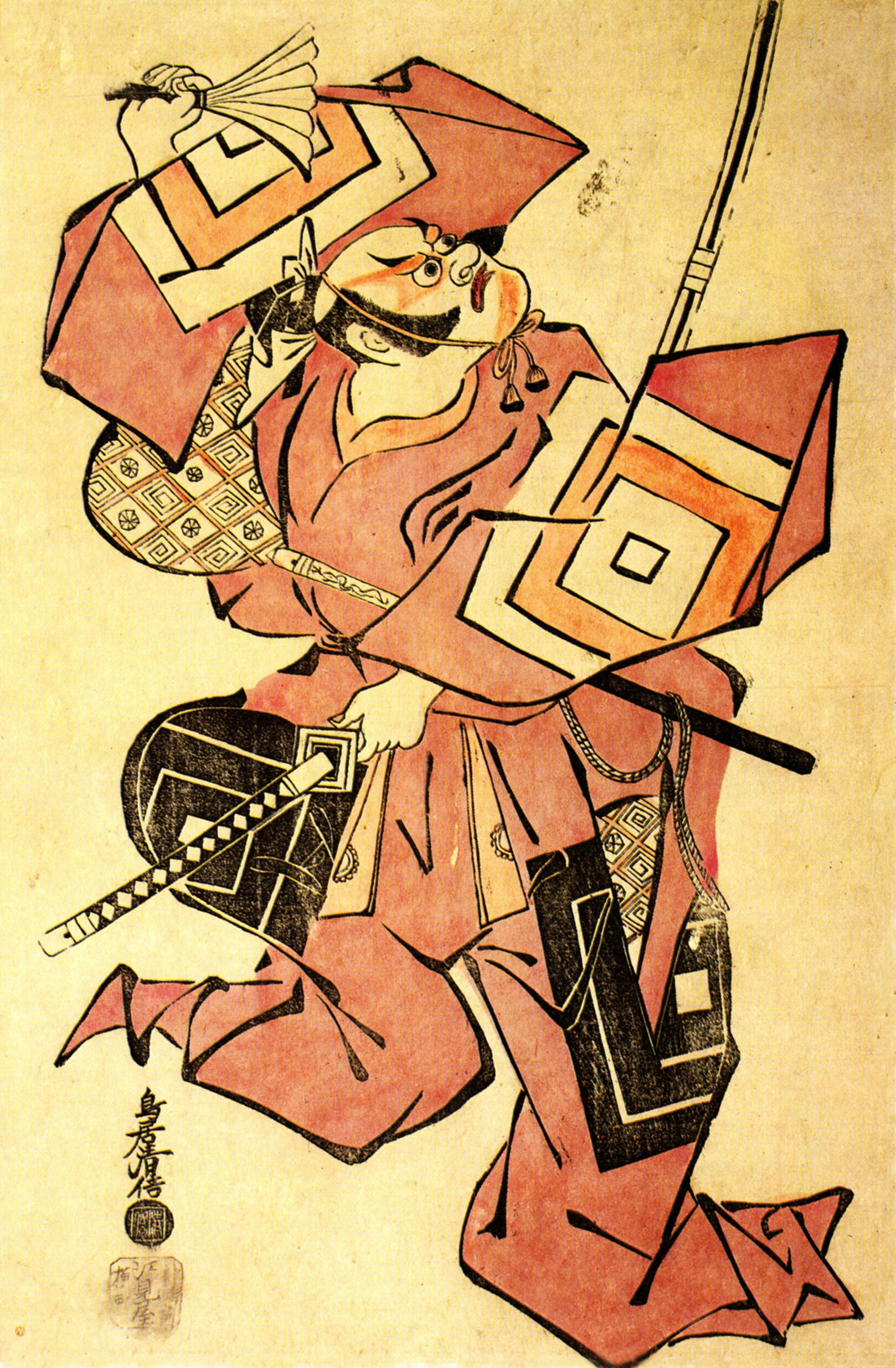
Ichikawa Danjūrō II, tallant un mie a Shibaraku. Impressió xilogràfica de Torii Kiyomasu.

Mie — 見え　o 見得, mie (japonès) — és una potent i emotiva postura adoptada per un actor, que es queda immòbil durant un moment, i és un element característic de les representacions kabuki de l'estil aragoto. En japonès, mie vol dir "aspecte" o "visible", i un dels principals propòsits d'aquesta convenció és atraure l'atenció a una part de l'actuació especialment important o punyent. Pretén mostrar les emocions d'un personatge en el seu moment culminant, i sovint pot ser una postura ben colpidora. L'actor obre els ulls tant com pot, i si vol que el personatge sembli nerviós o enfadat, els posa guenyos. En japonès, es diu que la postura mie la "talla" l'actor (見得を切る, mie wo kiru). La gent del públic (kakegoe) cridarà paraules d'elogi i el nom de l'actor en moments específics abans i després de tallar la postura.
Es diu que la pràctica del mie va començar amb Ichikawa Danjūrō I a l'era Genroku, junt amb el mateix estil aragoto. Hi ha moltíssims mie, cadascun dels quals té un nom que el descriu, i molts dels quals s'associen amb línies concretes d'actors.
En el mie Genroku, un dels més famosos o coneguts, l'actor manté la mà plana, perpendicular a terra, mentre la mà esquerra apunta cap amunt, amb el colze doblegat. Alhora, l'actor pica amb força a terra amb el peu esquerre. Aquest mie s'associa sobretot amb el personatge Kamakura Gongorō Kagemasa, l'heroi de l'obra Shibaraku, i es diu que el va inventar Ichikawa Danjūrō I.
Dos mie tallats pel sacerdot Narukami a Narukami Fudō Kitayama Zakura són, per una banda, la "postura embolica-pals" (柱巻きの見得, Hashimaki no mie), en la qual l'actor envolta amb braços i cames un pal, una columna o una arma llarga com ara una naginata, i per l'altra el Fudō no mie (不動の見得), que pretén semblar la figura budista Fudō Myoō; és una postura molt potent que suggereix enuig i poder.
A Kanjinchō, el monjo Benkei talla el Fudō no mie mentre aguanta un rotlle (la "llista de subscripció" o kanjincho que dona títol a l'obra) amb una mà, i un rosari budista amb l'altra. Una altra postura adoptada per Benkei en aquesta obra és l'anomenada "postura llença-pedres" (石投げの見得, Ishinage no mie), en la qual es veu el que el seu propi nom indica.
El terme tenchi no mie (天地の見得), o "postura del cel i la terra", es fa servir quan dos actors, un a baix a l'escenari i l'altre més elevat, al damunt d'una teulada o d'un altre element del decorat, adopten una postura simultàniament.